# 2012년 하계 올림픽 육상 남자 100m

Official video

제30회 하계 올림픽 육상 남자 100m 경기는 2012년 8월 4-5일에 걸쳐 영국 런던 올림픽 경기장에서 열렸다.